# Żwiryszki
Żwiryszki (lit. Žvyriškės) – wieś na Litwie, w okręgu wileńskim, w rejonie wileńskim, w gminie Bezdany.

## Historia
W dwudziestoleciu międzywojennym dwa zaścianki leżące w Polsce, w województwie wileńskim, w powiecie wileńsko-trockim, w gminie Niemenczyn. W 1931 miejscowość liczyła:
- Żwiryszki I – 5 mieszkańców, zamieszkałych w 1 budynku,
- Żwiryszki II – 5 mieszkańców, zamieszkałych w 1 budynku[1].

Po II wojnie światowej w granicach Związku Sowieckiego. Od 1991 na niepodległej Litwie.